# Dietlef Niklaus
Dietlef Niklaus (* 6. März 1928 in Stettin; † 13. September 2016 in Einbeck) war ein deutscher Pädagoge und Hochschullehrer. Zuletzt war er Professor emeritus für Pädagogik an der Georg-August-Universität Göttingen.

## Leben
Nach dem Zweiten Weltkrieg absolvierte er an der Universität Göttingen nacheinander mehrere Studiengänge. Ab 1951 studierte er auf Lehramt, was er mit dem Staatsexamen abschloss. Zu Beginn der 1950er Jahre war er als junger Pädagoge und Ortsjugendpfleger in Sievershausen (Dassel) tätig. 1958 nahm er das Studium der Germanistik und Geschichte auf, was er ab 1970 noch ergänzte um die Fächer Erziehungswissenschaften, Philosophie und Politikwissenschaften an derselben Universität. Dort wurde er 1976 mit der Dissertation Autorität und Führungsverhalten in der Schule: Beiträge empirischer Forschung zum Problem von Autorität und Partizipation in der Schule zum Dr. phil promoviert. Ab 1976 war er in Göttingen Hochschuldozent und ab 1980 Professor für Schulpädagogik.
1985 wurde er mit der Ehrenmitgliedschaft der New York State Foundations of Education Association geehrt. Nach seiner Emeritierung lebte er in Dassel.
Zeitweilig war er auch Beiratsvorsitzender der Evangelischen Erwachsenenbildung Niedersachsens.

## Schriften
- Autorität und Führungsverhalten in der Schule: Beiträge empirischer Forschung zum Problem von Autorität und Partizipation in der Schule, 1976
- "Oh Gott, Herr Pfarrer": der Mann auf der Kanzel als Fernsehunterhaltung; eine wissenschaftliche Untersuchung zur Rezeption der erfolgreichen Fernsehserie, 1989
- Begegnungen mit Heinrich Roth, in: Bildungsforschung und Bildungsreform: Heinrich Roth revisited, herausgegeben von Margret Kraul, Jörg Schlömerkemper, Weinheim 2007, ISBN 978-3-7799-0938-5, S. 85–92.